# Franz Pelster
Franz Pelster (* 9. März 1880 in Lügde; † 28. Juni 1956 in Rom) war ein deutscher römisch-katholischer Theologe und Philosoph.

## Leben
Er trat 1897 in Blyenbeck in die deutsche Provinz des Jesuitenordens ein und empfing nach dem Philosophie- und Theologiestudium in Valkenburg aan de Geul 1911 die Priesterweihe. In München studierte er bei Hermann von Grauert und Paul Lehmann und wurde 1918 promoviert. An der Pontificia Università Gregoriana lehrte er ab 1920  die Geschichte der mittelalterlichen Theologie und lehrte als Professor seit 1930 auch Geschichte der Moraltheologie.

## Schriften (Auswahl)
- Kritische Studien zum Leben und zu den Schriften Alberts des Großen. Freiburg im Breisgau 1920, OCLC 468929132.
- mit Andrew George Little: Oxford Theology and Theologians C.A.D. 1282–1302. Oxford 1934, OCLC 401710240.